# Igel ärgern
Igel ärgern ist ein Brettspiel, das ein Wettrennen unter Igeln nachempfindet. Die Autoren sind Doris Matthäus und Frank Nestel, die Grafik stammt von Doris Matthäus.

## Spielverlauf
Das Spielbrett besteht aus 6 mal 9 Feldern, die ersten 6 bilden den Start, die letzten 6 das Ziel. Zuerst setzen die Spieler reihum einen ihrer vier Igel auf eines der Startfelder. So entstehen im weiteren Verlauf Türme aus Igeln, wobei nur der oberste bewegungsfähig ist. Dann würfelt der erste Spieler, jetzt kann er mit einem eigenen Igel einen Seitwärtszug auf eine benachbarte Bahn machen, anschließend fährt er mit einem nicht unbedingt eigenen Igel auf der Bahn, die dieselbe Nummer wie die gewürfelte Augenzahl hat, ein Feld nach vorne. Auf dem Spielfeld gibt es sechs „Igelfelder“, von denen man sich solange nicht wegbewegen kann, bis auf den Reihen dahinter keine Igel mehr stehen.

### Varianten
- Seit 2008 gibt es eine Umsetzung des Spiels für Nintendo DS.
- Seit 2009 gibt es eine Ausgabe von Igel ärgern und Tante Tarantel in einer Schachtel. Dabei gibt es das Spielbrett von Igel ärgern zum ersten Mal in Farbe sowie ein Zusatzheft mit 40 Varianten des Spiels.

## Rezension
- Spielphase schreibt dazu: „ Das witzige Rennen der Igel ist spannend und es kann am Ende vorkommen, dass man bei ungeschickten Würfen einem Mitspieler beim Ziehen helfen muss. Beim Material gibt es nichts zu bemängeln und auch die vielen Varianten sorgen für lang anhaltenden Spielspaß.“[1]